# Sundhedsstyrelsen

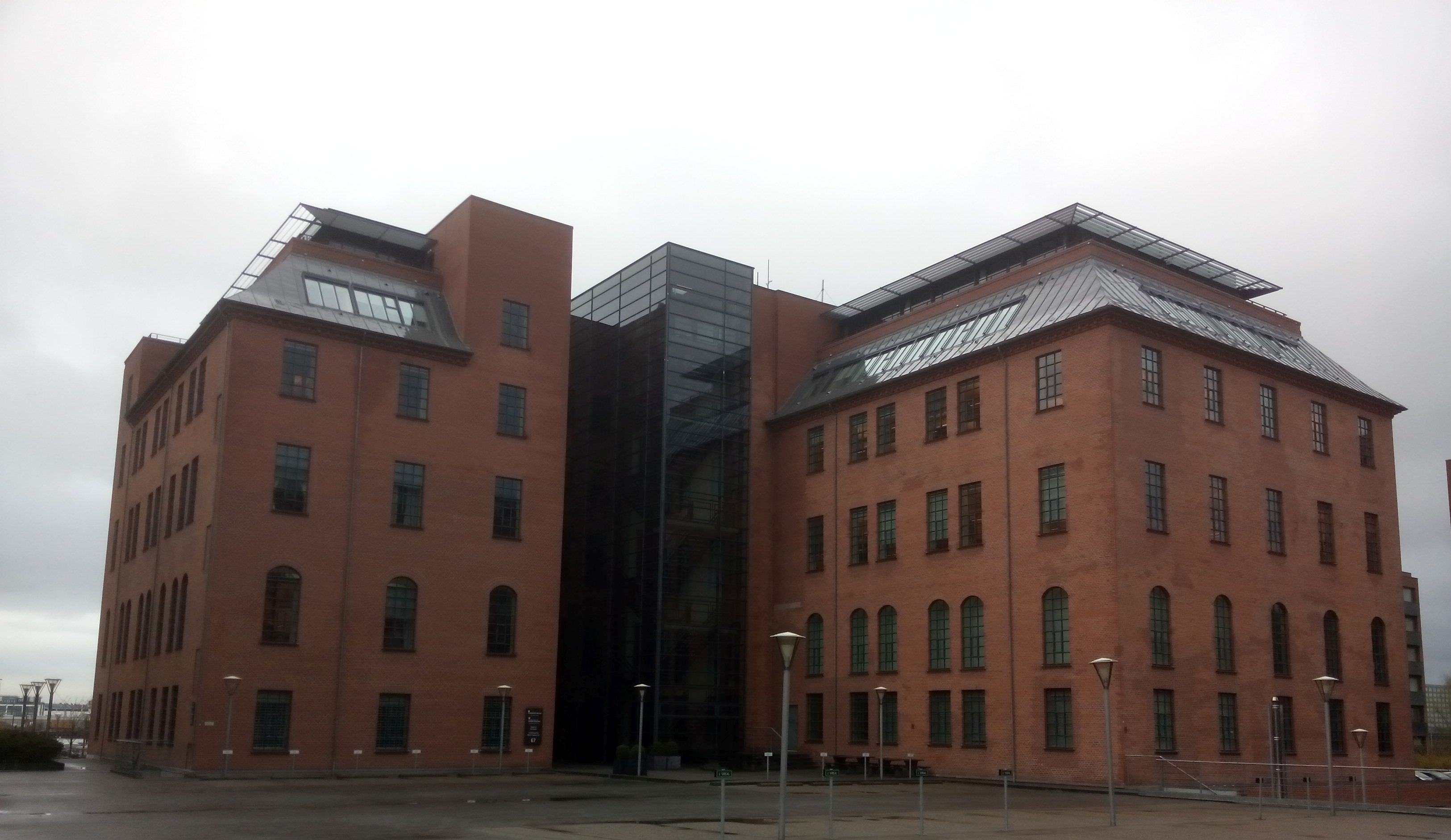
Sitz der dänischen Gesundheitsbehörde Sundhedsstyrelsen

Sundhedsstyrelsen (offizielle englische Bezeichnung: Danish Health Authority, deutsche Bezeichnung in Nordschleswig: Dänische Gesundheitsbehörde (Sundhedsstyrelsen)) ist der Name der obersten Gesundheitsbehörde in Dänemark. Sie ist seit 2022 dem Ministerium für Inneres und Gesundheit unterstellt.
Die Institution ist zuständig für Beratung, Planungen Aufsicht und Dienstleistungen im Gesundheitswesen.

## Aktivitäten
Die Aufgaben der Behörde liegen aktuell (Stand: Januar 2025) in folgenden Bereichen:
- Gesundheitsförderung und Prävention
- Strukturplanung für das dänische Gesundheitssystem[11]
- Richtlinienfestlegung für die Ausbildung der Gesundheitsberufe
- Erledigung aller behördlichen Aufgaben im Zusammenhang mit dem Strahlenschutz
- Verantwortlichkeit für die gesundheitlichen Notfalldienste
- Gewährleistung der aufeinander abgestimmten Gesundheits- und Sozialfürsorge für ältere Menschen.

## Leiter
- seit 2023: Jonas Egebart[8]
- 2015–2023: Søren Brostrøm
- 2011–2015: Else Smith
- 2007–2010: Jesper Fisker
- 2001–2007: Jens Kristian Gøtrik
- 1996–2001: Einar Krag
- 1988–1995: Palle Juul-Jensen
- 1974–1988: Søren Kristian Sørensen
- 1961–1974: Esther Ammundsen
- 1928–1961: Johannes Frandsen
- 1918–1928: Gabriel Tryde
- 1912–1918: E. Madsen Hoff
- 1909–1911: Niels Rothenborg Muus